# 1915 en rugby à XV
Les faits marquants de l'année 1915 en rugby à XV

## Principales compétitions
En raison de la Première Guerre mondiale aucune compétition n'est disputée.

## Principaux décès
- 4 avril : Andrew Stoddart, avant international anglais à dix reprises, se suicide à Londres[1].
- 27 juin : Marcel Legrain joueur de l'équipe de France et du Stade français meurt à Neuville-Saint-Vaast sur le front de la Première Guerre mondiale[2],[3].